# Duinbaardmier
De duinbaardmier (Formica clara), ook wel duinrenmier, is een mierensoort uit de onderfamilie van de schubmieren (Formicinae). De wetenschappelijke naam van de soort is voor het eerst geldig gepubliceerd in 1886 door Forel.